# Oberkrämer
Oberkrämer est une commune de Brandebourg (Allemagne), située dans l'arrondissement de Haute-Havel. Elle comptait environ 11 720  habitants en 2019.

## Géographie
La commune d'Oberkrämer se situe au sud-ouest de l'arrondissement de Haute-Havel (chef-lieu: Oranienbourg), à une dizaine de kilomètres au nord-ouest de Berlin. Elle comprend les villages de Bötzow, Schwante, Vehlefanz, Dingler, Marwitz, Bärenklau, Eichstädt, Neu-Vehlefanz avec les hameaux de Klein-Ziethen, Krämerpfuhl et Wolfslake.

## Tourisme

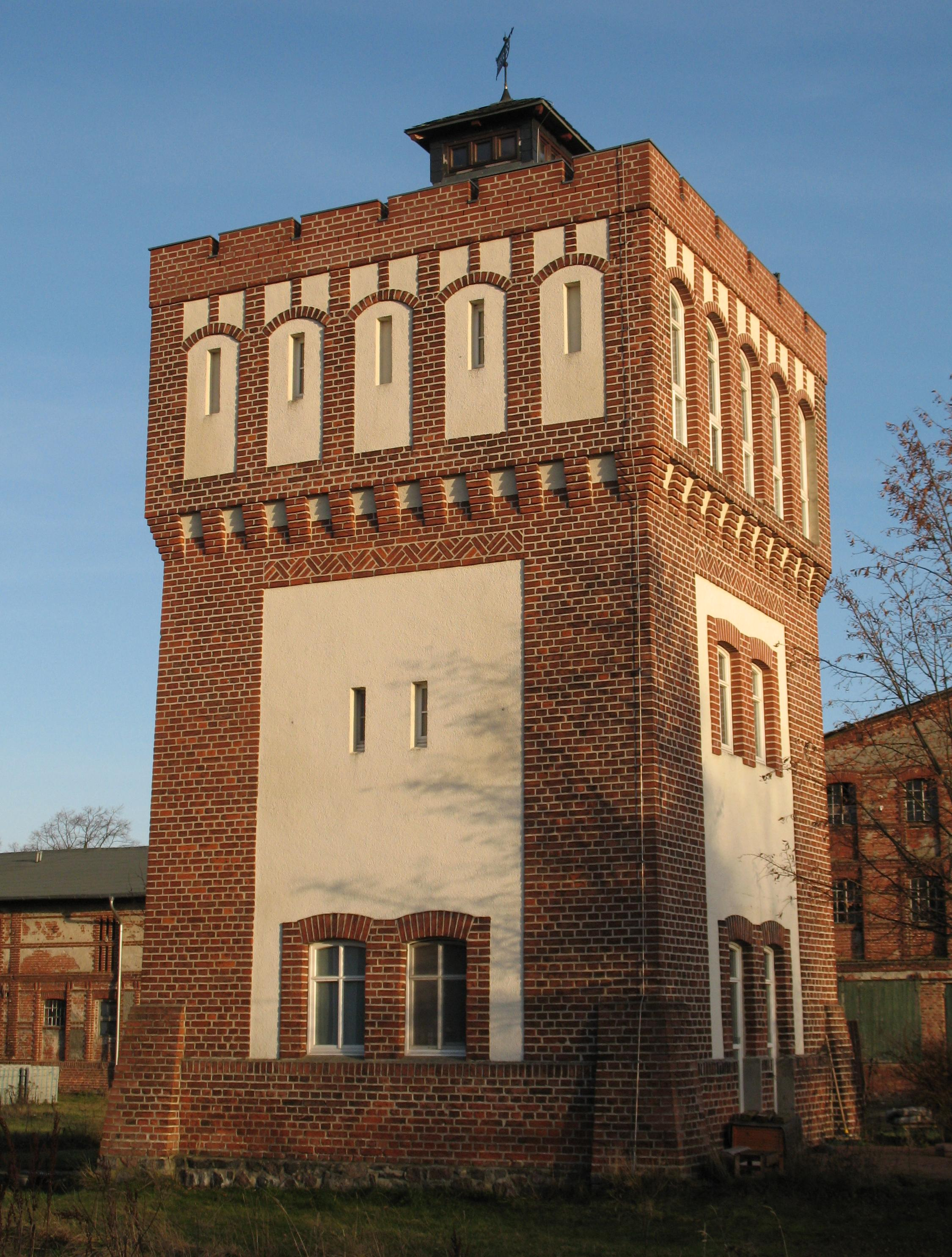
Tour de Schwante

- Tour de Botscheberg
- Château de Schwante
- Château de Sommerswalde
- Château de Vehlefanz
- Moulin à vent de Vehlefanz